# Varal

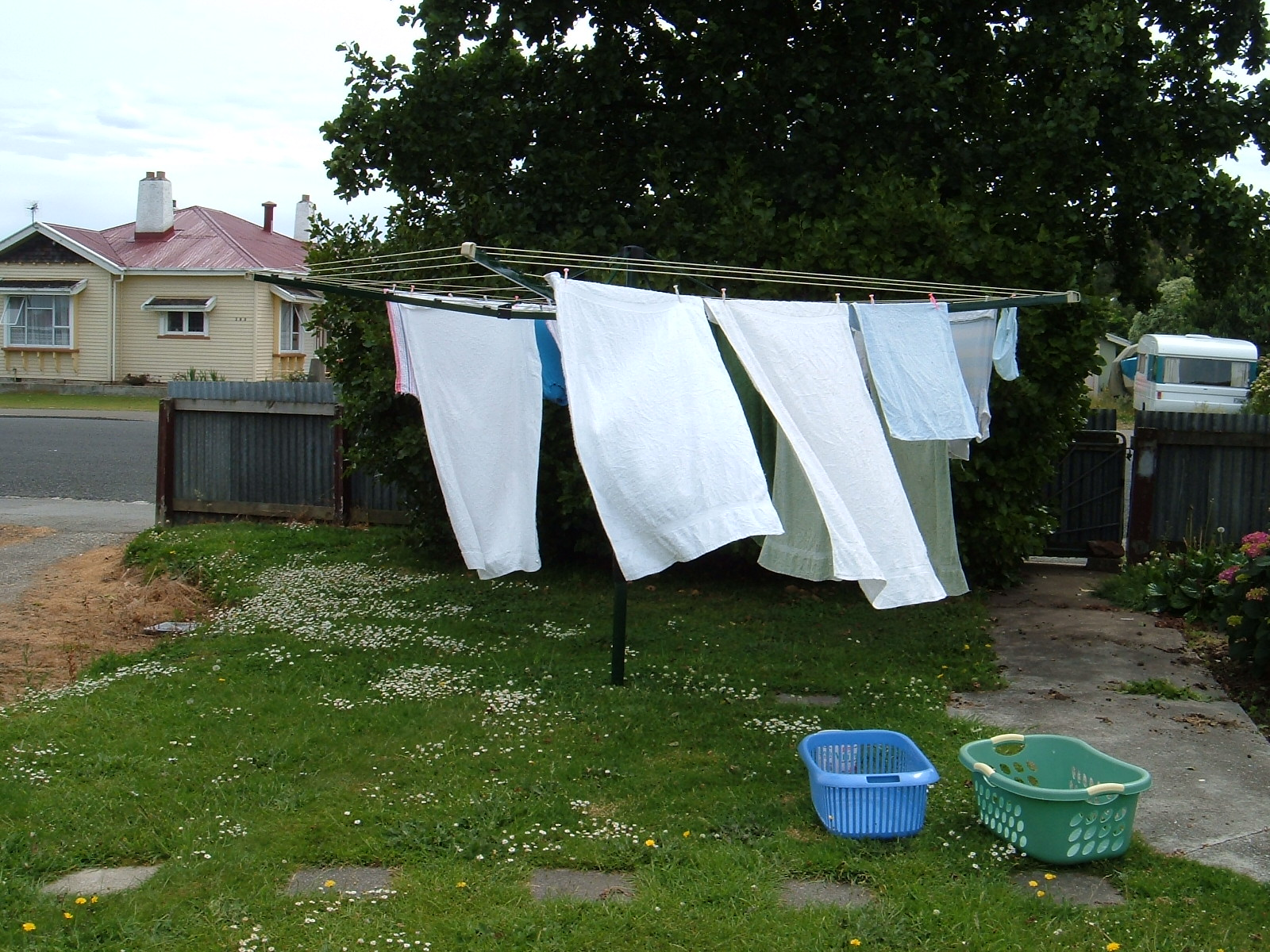
Varal com roupas.

O varal (português brasileiro) ou estendal (português europeu) é um objeto utilizado para a secagem de roupas após a lavagem. Trata-se de uma estrutura na qual uma corda, um arame ou uma haste de alumínio suporta a roupa úmida, que, com o passar do tempo, tornar-se-á seca. Pode-se utilizar um pregador (prendedor) mola para melhor fixar as roupas no varal, porém, dividindo seu peso entre o eixo da corda, pode-se obter equilíbrio. 
Em apartamentos, às vezes são usadas roldanas para prender o varal no teto. 